# Bolbochromus posticalus
Bolbochromus posticalus es una especie de coleóptero de la familia Geotrupidae.

## Distribución geográfica
Habita en India.